# Communauté de communes Loire et Semène
Die Communauté de communes Loire et Semène ist ein französischer Gemeindeverband mit der Rechtsform einer Communauté de communes im Département Haute-Loire der Region Auvergne-Rhône-Alpes. Sie wurde am 28. Dezember 2000 gegründet und umfasst sieben Gemeinden. Der Sitz der Verwaltung befindet sich im Ort La Séauve-sur-Semène.

## Mitgliedsgemeinden
| Gemeinde                               | Einwohner 1. Januar 2022 | Fläche km² | Dichte Einw./km² | Code INSEE | Postleitzahl |
| -------------------------------------- | ------------------------ | ---------- | ---------------- | ---------- | ------------ |
| Aurec-sur-Loire                        | 6.133                    | 22,44      | 273              | 43012      | 43110        |
| La Séauve-sur-Semène                   | 1.471                    | 7,86       | 187              | 43236      | 43140        |
| Pont-Salomon                           | 1.861                    | 8,43       | 221              | 43153      | 43330        |
| Saint-Didier-en-Velay                  | 3.502                    | 25,56      | 137              | 43177      | 43140        |
| Saint-Ferréol-d’Auroure                | 2.457                    | 10,85      | 226              | 43184      | 43330        |
| Saint-Just-Malmont                     | 4.220                    | 23,28      | 181              | 43205      | 43240        |
| Saint-Victor-Malescours                | 804                      | 14,47      | 56               | 43227      | 43140        |
| Communauté de communes Loire et Semène | 20.448                   | 112,89     | 181              | –          | –            |